# Arfa Karim
Arfa Abdul Karim Randhawa, in urdu ارفع کریم رندھاوا‎? (Ram Dewali, 2 febbraio 1995 – Lahore, 14 gennaio 2012), è stata un'informatica pakistana.
Nel 2004, all'età di nove anni, divenne la più giovane Microsoft Certified Professional al mondo, titolo che mantenne sino al 2008.

## Biografia
Arfa Karim nacque nel 1995 nel villaggio di Chak No. 4JB di Ram Dewali.
Nel 2005 venne invitata da Bill Gates a visitare il quartier generale della Microsoft, negli Stati Uniti. Tornata in Pakistan, Arfa fu intervistata da numerose televisioni e giornali locali. Il 2 agosto 2005 ricevette la "Medaglia d'oro Fatima Jinnah per la Scienza e la Tecnologia" dal primo ministro del Pakistan Shaukat Aziz, in occasione del 113º anniversario della nascita di Fatima Jinnah; nello stesso mese ricevette, sempre dal primo ministro pakistano, il "Pakistan Salaam Youth Award".
Arfa Karim ricevette anche il premio per la "Pride of Performance", un premio assegnato dal governo del Pakistan alle persone di cittadinanza pakistana che hanno dimostrato eccellenza in determinati campi. Lei è stata la più giovane vincitrice di questo premio. Come riconoscimento del suo successo, nel gennaio 2010 Arfa è stata scelta come promotrice della Pakistan Telecommunication Company per pubblicizzare EVO, il servizio 3G, banda larga e Wi-Fi della società.

## Morte
Nel 2011, all'età di 16 anni, Arfa Karim studiava alla Lahore Grammar School Paragon Campus ed era al suo secondo anno di A Level; il 22 dicembre di quell'anno ebbe un attacco epilettico e subito dopo un arresto cardiaco.
Venne ricoverata all'ospedale militare di Lahore in condizioni critiche. Il 9 gennaio seguente, Bill Gates, presidente di Microsoft, prese contatto con i genitori di Arfa e con i medici che avevano in cura la ragazza per spingerli ad adottare "ogni tipo di misura" per la sua guarigione. Gates si attivò per la nascita di un gruppo formato da dottori internazionali che rimasero in contatto con i medici locali attraverso teleconferenza e che fornirono assistenza nella diagnosi e nel trattamento.
I medici locali respinsero la proposta di trasferire Arfa in un altro ospedale poiché lo stato di salute era troppo critico. I parenti e i familiari di Arfa lodarono comunque Bill Gates per aver offerto il suo aiuto economico per supportare le spese sanitarie. Il 13 gennaio Arfa Karim cominciò a riprendersi e alcune parti del suo cervello mostrarono segni di miglioramento. Suo padre, Amjad Karim Randhawa (in urdu امجد کریم رندھاوا‎?), riferì che la Microsoft aveva prospettato l'ipotesi di far trasferire Arfa negli Stati Uniti per le cure.
Afra Karim morì il 14 gennaio 2012, a quasi 17 anni, alle 9:50 (ora locale, le 5:50 in Italia) nell'Ospedale militare (CMH) di Lahore. La camera ardente venne allestita a Lahore alle 10 del 15 gennaio e più tardi anche a Ram Dewali. Ai funerali partecipò il governatore del Punjab Shehbaz Sharif. È stata sepolta nel suo villaggio natale.